# Tor Sanguigna

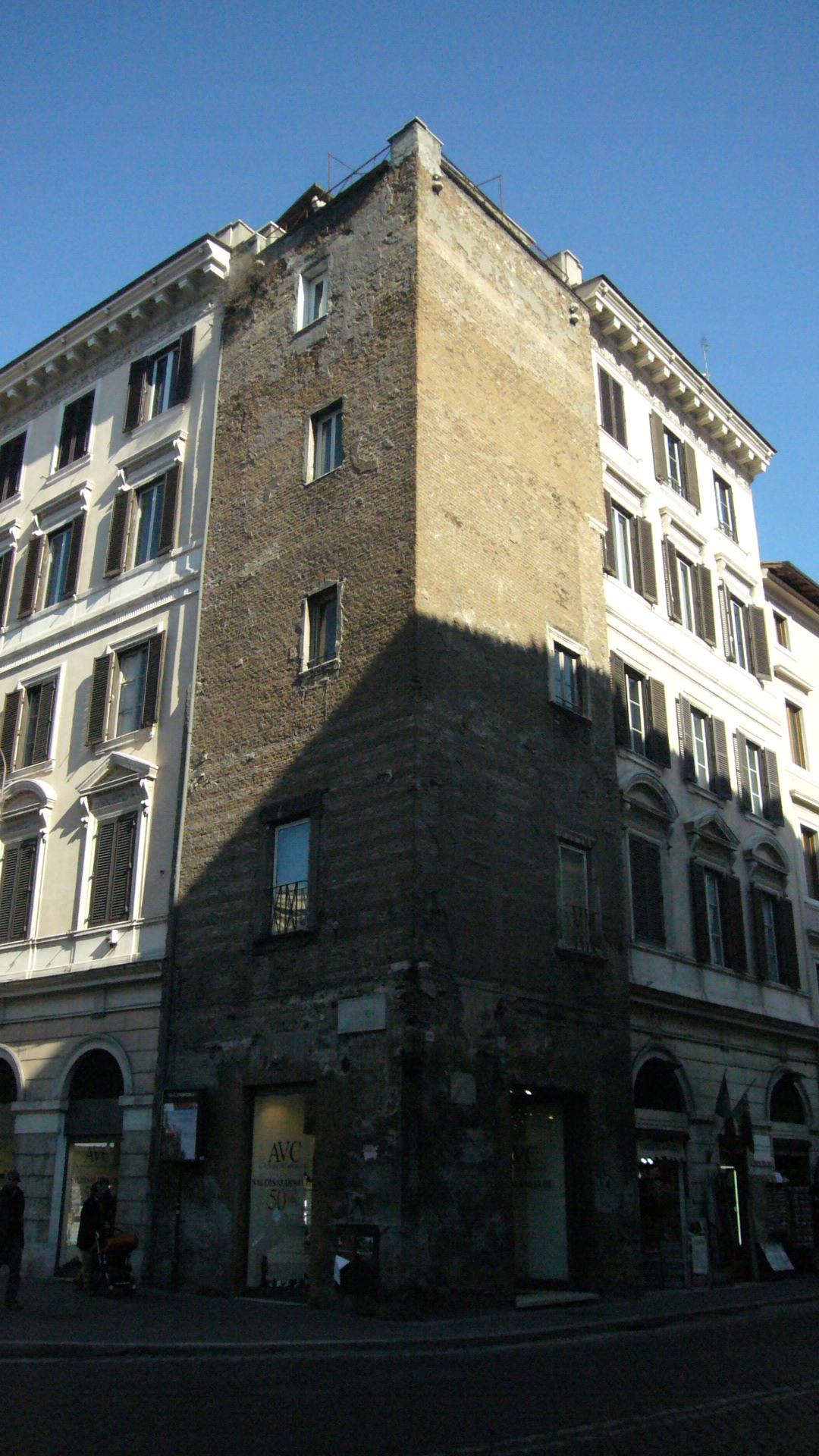
Tor Sanguigna

Tor Sanguigna é uma das torres medievais de Roma, localizada no rione Ponte a poucos metros da Piazza Navona. Já na Idade Média, emprestava seu nome para toda a região à volta, circunscrita hoje pela via Zanardelli, via dei Coronari e a Sant'Agostino in Campo Marzio. A praça em frente é chamada também de piazza Sanguigna.
Construída em alvenaria de tijolo e tufo, sua entrada original, da qual restam apenas traços do arco, ficava na via Zanardelli, para a qual se abriam ainda quatro janelas, dispostas assimetricamente. Do lado oposto, na Piazza Navona, a torre atualmente revela apenas duas janelas, no primeiro e no segundo andar. Sob os merlões estão os anéis de pedra que funcionavam de apoio para as vigas de madeira a partir das quais se jogava o óleo fervente sobre os invasores.
Com o passar dos anos, se perderam os graffiti que adornavam a torre, entre os quais os frisos romanos já existentes, como atesta uma pequena cabeça cercada na altura do primeiro andar.

## História
Construída originalmente como a torre da família Gemini, antes do século XI, a torre atual é o que restou de uma fortaleza da poderosa família romana dos Sanguigni, a qual pertencia o papa Leão VI e alguns conservadores no Capitólio. A família viveu ali pelo menos até o século XV e era uma grande patrocinadora da igreja de Sant'Apollinare. Porém, quando a igreja foi reconstruída, no século XVIII, a família já estava extinta e suas doações se perderam.
Na Idade Média foi o palco de cruentos episódios de execuções capitais, como a de Ricardo Sanguigni, em 1406, acusado de ter se aliado aos Colonna e decapitado por ordem de Paulo Orsini. Na sequência destes acontecimentos, a torre se tornou o símbolo da região, com suas histórias e lendas de violência, crimes e defenestrações. No século XIX, a torre foi completamente incorporada pelo palácio contíguo e passou, em 1860, à família Sagnotti. Atualmente, só são visíveis dois dos lados exteriores da torre.